# Fränsvikfjärden
Fränsvikfjärden är en fjärd i Finland. Den ligger i landskapet Österbotten, i den centrala delen av landet, 400 km norr om huvudstaden Helsingfors.
Fränsvikfjärden ligger på norra sidan av Norra ön och begränsas i öster av Fallskäret, i väster av Stora Lusön och i norr av Stockön. Den ansluter till Börsskärsfjärden öster om Stockön och mot Kallberggloppet väster om Stockön.